# فرودگاه نیروی هوایی سلطنتی بریتز نورتون

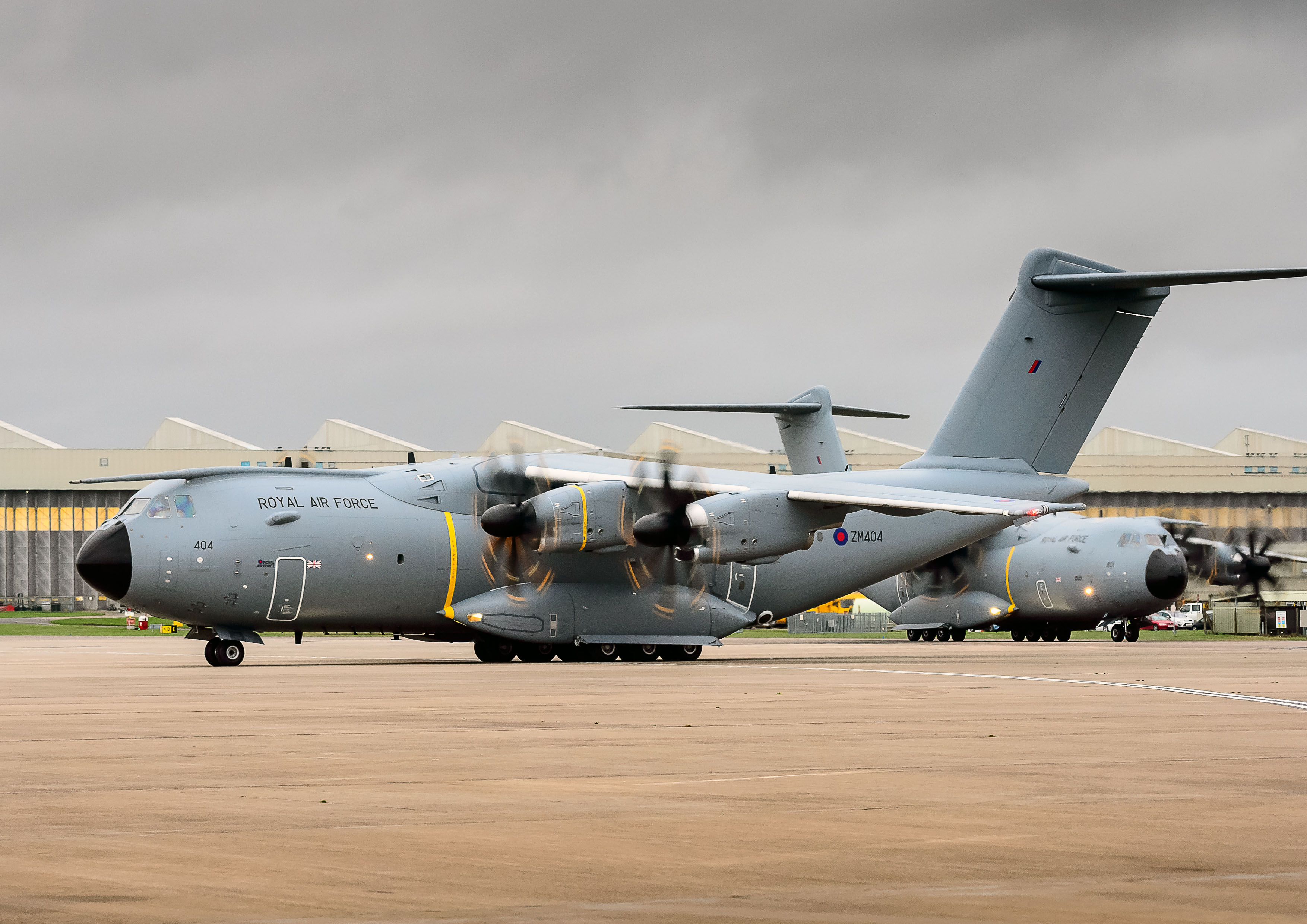
فرودگاه نیروی هوایی سلطنتی بریتز نورتون

فرودگاه نیروی هوایی سلطنتی بریتز نورتون (به انگلیسی: RAF Brize Norton) یک فرودگاه نظامی با کد یاتا BZZ است . این فرودگاه در کشور انگلستان قرار دارد و در ارتفاع ۸۸ متری از سطح دریا واقع شده است.